# Stay Ali
Stay Ali est un groupe de musique électronique suédois. Le groupe est composé de Bård Ericson, Elias Smeds et Johan Vati Graden, tous les trois nés à Stockholm en 1991. Démarré en 2006, Stay Ali n'a cessé de développer sa musique au cours des EP et des albums édités sur plusieurs netlabel. Le groupe s'est produit sur de nombreux festivals en Suède, Norvège, Pays-Bas et Italie. Leur musique, difficile à catégoriser, est une sorte de mélange entre musique électronique, chiptune, dance et indie.

## Origine du nom
Le nom du groupe provient d'un ami des membres du groupe, prénommé Ali, qui fut contraint de rentrer en Iran. Avant son exil forcé, ses amis attristés à l'idée de son départ créèrent des groupes Facebook Stay Ali! Ce nom fait désormais office d'hommage.

## Composition
Improvisant parfois à partir de scratch, Bård et Johan composent essentiellement à partir d'échanges via MSN, Elis s'occupant plutôt du chant. Le groupe utilise principalement le logiciel Reason et des samples de guitare électrique. Stay Ali n'a pour l'instant jamais enregistré en studio.